# در جستجوی زندگی
در جستجوی زندگی(به انگلیسی: Chasing Life) مجموعه درام آمریکایی در حال پخش از شبکه ای‌بی‌سی خانوادگی است. این مجموعه از تاریخ ۱۰ ژوئن ۲۰۱۴ روی آنتن رفت.
در ششم نوامبر ۲۰۱۴، ساخت فصل دوم این مجموعه اعلام شد.

## خلاصه
آوریل جوانی جویای نام است که گزارشگر روزنامه است و سعی می‌کند در زندگی متلاطم خود تعادل و آرامش ایجاد کند؛ زندگی که شامل مادر بیوه‌اش یعنی سارا، خواهر کوچک سرکشش برِنا و مادربزرگش می‌شود؛ او با همکارش دومینیک رابطه عاشقانه دارد. با این‌حال، وقتی عموی آوریل درباره ابتلای آوریل به سرطان به او می‌گوید زندگی او از قبل هم آشفته‌تر می‌شود.

## قسمت‌ها
| قسمت | عنوان                                          | کارگردان    | نویسنده                        | تاریخ پخش      | میزان بیننده در آمریکا (به میلیون) |
| ---- | ---------------------------------------------- | ----------- | ------------------------------ | -------------- | ---------------------------------- |
| ۱    | «پایلِت»                                        | استیو ماینر | Susanna Fogel & Joni Lefkowitz | ۱۰ ژوئن ۲۰۱۴   | 1.34                               |
| 2    | «درخواست کمک»                                  | Steve Miner | Susanna Fogel & Joni Lefkowitz | ۱۷ ژوئن ۲۰۱۴   | 1.11                               |
| 3    | «هویج‌های جنسیتی سرطان خون»                     | جوانا کرنز  | Patrick Sean Smith             | ۲۴ ژوئن ۲۰۱۴   | 1.11                               |
| 4    | «زمانی می‌خوابم که مُرده باشم»                   | Steve Miner | Josh Senter                    | ۱ ژوئیه ۲۰۱۴   | 1.12                               |
| 5    | «خانواده‌ای که با هم دروغ می‌گویند»              | اعلان‌نشده   | اعلان‌نشده                      | ۸ ژوئیه ۲۰۱۴   | 1.21                               |
| 6    | «ذهن‌های پاک، زندگی‌های کامل، نمی‌توانم بخورم»    | اعلان‌نشده   | اعلان‌نشده                      | ۱۵ ژوئیه ۲۰۱۴  | 1.19                               |
| 7    | «مادر شدن برنامه‌ریزی‌نشده»                      | اعلان‌نشده   | اعلان‌نشده                      | ۲۲ ژوئیه ۲۰۱۴  | 1.13                               |
| 8    | «خودش مرگ می‌شود»                               | اعلان‌نشده   | اعلان‌نشده                      | ۲۹ ژوئیه ۲۰۱۴  | 1.08                               |
| 9    | «چه انتظاری دارید وقتی منتظر شیمی‌درمانی هستید» | اعلان‌نشده   | اعلان‌نشده                      | ۵ اوت ۲۰۱۴     | 1.11                               |
| 10   | «در جستجوی شیمی‌درمانی»                         | اعلان‌نشده   | اعلان‌نشده                      | ۱۲ اوت ۲۰۱۴    | 1.30                               |
| 11   | «سازمان خیریه Locks of Love»                   | Lee Rose    | Susanna Fogel & Joni Lefkowitz | ۹ دسامبر ۲۰۱۴  | 1.22                               |
| 12   | «آوریلِ بعدی»                                   | اعلان‌نشده   | اعلان‌نشده                      | ۱۹ ژانویه ۲۰۱۵ | 1.02                               |
| 13   | «حدس بزن چه کسی برای اهدا می‌آید»               | اعلان‌نشده   | اعلان‌نشده                      | ۲۶ ژانویه ۲۰۱۵ | 0.78                               |
| 14   | «خوشگذرانی دوستان مبتلا به سرطان»              | Steve Miner | Linda Burstyn                  | ۲ فوریه ۲۰۱۵   | 0.78                               |
| 15   | «آوریل فقط می‌خواهد خوش باشد»                   | اعلان‌نشده   | اعلان‌نشده                      | ۹ فوریه ۲۰۱۵   | 0.92                               |
| 16   | «گروههای موفق»                                 | اعلان‌نشده   | اعلان‌نشده                      | ۱۶ فوریه ۲۰۱۵  | 0.81                               |
| 17   | «رفتار الگو»                                   | اعلان‌نشده   | اعلان‌نشده                      | ۲۳ فوریه ۲۰۱۵  | اعلان‌نشده                          |

## جوایز و نامزدی‌ها
| سال  | جایزه             | بخش                            | نامزد               | نتیجه    |
| ---- | ----------------- | ------------------------------ | ------------------- | -------- |
| 2014 | Teen Choice Award | مجموعه جدید پدیده شده          | در جستجوی زندگی     | نامزدشده |
| 2014 | Teen Choice Award | بازیگر تلویزیونی مرد پدیده شده | ریچارد برانکاسیتانو | نامزدشده |
| 2014 | Teen Choice Award | بازیگر تلویزیونی زن پدیده شده  | ایتالیا ریچی        | نامزدشده |